# Daniel Gracík
Daniel Gracík (Opočno, 15 de octubre de 2004) es un deportista checo que compite en natación, especialista en el estilo mariposa. Ganó una medalla de bronce en el Campeonato Europeo de Natación de 2024, en la prueba de 50 m mariposa.

## Palmarés internacional
| Campeonato Europeo | Campeonato Europeo | Campeonato Europeo | Campeonato Europeo |
| Año                | Lugar              | Medalla            | Prueba             |
| ------------------ | ------------------ | ------------------ | ------------------ |
| 2024               | Belgrado (Serbia)  | Medalla de bronce  | 50 m mariposa      |